# Shon the Piper
Shon the Piper er en amerikansk stumfilm fra 1913 af Otis Turner.

## Medvirkende
- Robert Z. Leonard som Shon
- Margarita Fischer
- Joseph Singleton
- Joseph Fischer
- John Burton